# Bages (comarca)
Bages is een comarca van de Spaanse autonome regio Catalonië. Het is onderdeel van de provincie Barcelona. In 2005 telde Bages 169.114 inwoners op een oppervlakte van 1295,08 km². De hoofdstad van de comarca is Manresa.

## Gemeenten
| Gemeente                 | Inwoners | Gemeente                       | Inwoners | Gemeente                   | Inwoners |
| ------------------------ | -------- | ------------------------------ | -------- | -------------------------- | -------- |
| Aguilar de Segarra       | 235      | Artés                          | 4949     | Avinyó                     | 2067     |
| Balsareny                | 3277     | Calders                        | 810      | Callús                     | 1477     |
| Cardona                  | 5232     | Castellbell i el Vilar         | 3307     | Castellfolit del Boix      | 403      |
| Castellgalí              | 1282     | Castellnou del Bages           | 791      | l'Estany                   | 393      |
| Fonollosa                | 1208     | Gaià                           | 157      | Manresa                    | 70.343   |
| Marganell                | 275      | Moià                           | 5142     | Monistrol de Calders       | 665      |
| Monistrol de Montserrat  | 2723     | Mura                           | 220      | Navarcles                  | 5638     |
| Navàs                    | 5731     | El Pont de Vilomara i Rocafort | 3154     | Rajadell                   | 451      |
| Sallent                  | 7088     | Sant Feliu Sassera             | 638      | Sant Fruitós de Bages      | 6839     |
| Sant Joan de Vilatorrada | 10.064   | Sant Mateu de Bages            | 665      | Sant Salvador de Guardiola | 2753     |
| Sant Vicenç de Castellet | 7737     | Santa Maria d'Oló              | 1044     | Santpedor                  | 6037     |
| Súria                    | 6202     | Talamanca                      | 117      |                            |          |